# Rangoon (film, 2017)
Pour les articles homonymes, voir Rangoon.
Pour le film de 1995, voir Rangoon (film, 1995).
Pour plus de détails, voir Fiche technique et Distribution.
Rangoon est un film indien en hindi réalisé par Vishal Bhardwaj, sorti en 2017. 
Produit par Sajid Nadiadwala, le film s'inspire du film américain Casablanca. Il réunira Shahid Kapoor, Saif Ali Khan et Kangana Ranaut dans les principaux rôles. Il s'agit d'un triangle amoureux sur fond de Seconde Guerre mondiale.

## Synopsis
Miss Julia (Kangana Ranaut), une actrice populaire, est envoyée au front par son producteur, mentor et amant Rustom "Rusi" Billimoria (Saif Ali Khan). Jamadar Nawab Malik (Shahid Kapoor), un soldat de l'armée indienne britannique, est chargé d'assurer sa sécurité. Ce dernier avait réussi l'exploit de s'évader du camp de l'armée nationale indienne de Subash Chandra Bose qui l'avait fait prisonnier.

## Fiche technique
- langues originales : hindi, ourdou

## Distribution
- Kangana Ranaut : Miss Julia
- Shahid Kapoor : Jamadar Nawab Malik
- Saif Ali Khan : Rustom "Rusi" Billimoria